# Coffin (Lil Yachty)
Coffin è un singolo del rapper statunitense Lil Yachty pubblicato il 2 ottobre 2020.

## Video musicale
Il videoclip è stato pubblicato in concomitanza con l'uscita del brano.

## Tracce
1. Coffin – 1:30